# Senkō no Night Raid
Senkō no Night Raid (japanisch 閃光のナイトレイド, Senkō no naito reido) ist eine Anime-Fernsehserie, die unter Regie von Jun Matsumoto im Animationsstudio A-1 Pictures entstand. Die 2010 erstmals gezeigte Serie entstand als Teil von Anime no Chikara, einer Kooperation zwischen TV Tokyo und Aniplex. Sie ist die zweite Serie dieses Zusammenschlusses, die nach Sora no Woto von A-1 Pictures umgesetzt wurde.

## Handlung
Die Handlung basiert lose auf einer wahren Gegebenheit. Sie beginnt im Jahr 1931, dem 6. Jahr der Shōwa-Zeit, in einer ausländischen Niederlassung von Shanghai, die von der Kaiserlich Japanischen Marine kontrolliert wird. Um gegen die steigende Korruption vorzugehen, wird ein Trupp von vier Personen mit übernatürlichen Fähigkeiten beauftragt, verschiedene Aufgaben zu übernehmen.

## Entstehung und Veröffentlichungen
Die Anime-Fernsehserie entstand unter der Regie von Jun Matsumoto, der zuvor bei der Serie Persona – Trinity Soul ebenfalls als Regisseur engagiert war. Die Animationen wurden im Studio A-1 Pictures angefertigt. Das ursprüngliche Design der Charaktere basiert auf den Entwürfen von Akimine Kamijō, die von Keigo Sasaki an die Bedürfnisse eines Animes angepasst wurden. Die Musik wurde von Taro Hakase komponiert, während Minoru Yamada die Produktion des Tons übernahm.
Erstmals ausgestrahlt wurde die Serie vom 6. April bis 29. Juni 2010 nach Mitternacht (und daher am vorherigen Fernsehtag) auf dem Sender TV Tokyo. Mit einigen Tagen Versatz begannen die Sender AT-X, BS Japan, TV Aichi und TV Ōsaka ebenfalls mit der Ausstrahlung.

### Synchronisation
| Rolle          | japanischer Sprecher (Seiyū) |
| -------------- | ---------------------------- |
| Kazura Iha     | Daisuke Namikawa             |
| Aoi Miyoshi    | Hiroyuki Yoshino             |
| Natsume Kagiya | Takanori Hoshino             |
| Yukina Sonogi  | Yoshiko Ikuta                |